# Wolfgang Schillings
Wolfgang Schillings (* 10. Oktober 1971 in Grevenbroich) ist ein deutscher Sportmediziner und Journalist.

## Leben
Schillings promovierte 2001 zum Dr. med. an der Universität Köln und absolvierte parallel noch ein Studium der Sportwissenschaften, welches er 2002 als Diplom-Sportlehrer abschloss. Er fand Anstellung an mehreren Kliniken und Reha-Zentren und ist seit 2010 als Arzt im Fachbereich Sport- und Bewegungsmedizin am Ambulanzzentrum des Universitätsklinikums Hamburg-Eppendorf tätig.
Schillings war bis 2005 leitender Redakteur bei Running – Das Laufmagazin und bis 2006 Chefredakteur bei dem Sport- und Lifestylemagazin motion. Seitdem arbeitet er als freier Sport- und Medizinjournalist und Autor. Im Januar 2012 wurde er Mannschaftsarzt des Hamburger SV.

## Schriften
- Die 100 besten Tipps für den Marathon. Hamburg 2007. ISBN 978-3-936376-16-6.
- Über den Einfluss orthomolekularer Supplementierung auf kardiopulmonale und metabolische Parameter bei körperlicher Arbeit von männlichen Hypertonikern. Köln 2001.